# Гемеле, Отто
Отто Гемеле (чеш. Ota Hemele; 22 января 1926[…], Прага — 3 июня 2001, Прага) — чехословацкий футболист, нападающий.

## Клубная карьера
Гемеле начал свою профессиональную карьеру в 1942 в пражской «Славии». Большую часть карьеры он провёл в столичном клубе, но он также играл за другие клубы из Чехословакии: «Жиденице» (1947), «АТК Прага» (позднее «УДА Прага») и «Спартак Моторлёт Прага». Четырежды становился национальным чемпионом: трижды со «Славией» (1942/43, 1946/47 и 1948) и один раз с «УДА» (1953).

## Международная карьера
Дебют за национальную сборную Чехословакии состоялся 10 октября 1948 года в матче Кубка Герё против сборной Швейцарии (1:1). Был включен в состав на чемпионат мира 1954 в Швейцарии, где сыграл в двух матчах (против Уругвая и Австрии). Все Гемеле за сборную сыграл 10 матчей и забил 4 гола.

### Статистика выступлений за сборную
| Матчи Отто Гемеле за сборную Чехословакии | Матчи Отто Гемеле за сборную Чехословакии | Матчи Отто Гемеле за сборную Чехословакии | Матчи Отто Гемеле за сборную Чехословакии | Матчи Отто Гемеле за сборную Чехословакии | Матчи Отто Гемеле за сборную Чехословакии | Матчи Отто Гемеле за сборную Чехословакии |
| ----------------------------------------- | ----------------------------------------- | ----------------------------------------- | ----------------------------------------- | ----------------------------------------- | ----------------------------------------- | ----------------------------------------- |
| №                                         | Дата                                      | Оппонент                                  | Счёт                                      | Голы                                      | Соревнование                              |                                           |
| 1                                         | 10 октября 1948                           | Швейцария                                 | 1 : 1                                     | -                                         | Кубок Герё                                |                                           |
| 2                                         | 31 октября 1948                           | Австрия                                   | 3 : 1                                     | 2                                         | Кубок Герё                                |                                           |
| 3                                         | 23 марта 1949                             | Люксембург                                | 2 : 2                                     | 2                                         | Товарищеский матч                         |                                           |
| 4                                         | 25 сентября 1949                          | Австрия                                   | 3 : 1                                     | -                                         | Кубок Герё                                |                                           |
| 5                                         | 20 мая 1951                               | Румыния                                   | 2 : 2                                     | -                                         | Товарищеский матч                         |                                           |
| 6                                         | 10 мая 1953                               | Польша                                    | 1 : 1                                     | -                                         | Товарищеский матч                         |                                           |
| 7                                         | 25 октября 1953                           | Румыния                                   | 1 : 0                                     | -                                         | Квалификация на ЧМ 1954                   |                                           |
| 8                                         | 8 ноября 1953                             | Болгария                                  | 0 : 0                                     | -                                         | Квалификация на ЧМ 1954                   |                                           |
| 9                                         | 16 июня 1954                              | Уругвай                                   | 0 : 2                                     | -                                         | Чемпионат мира 1954                       |                                           |
| 10                                        | 19 июня 1954                              | Австрия                                   | 0 : 5                                     | -                                         | Чемпионат мира 1954                       |                                           |

## Достижения
«Славия» (Прага)
- Чемпион Чехословакии: 1942/43, 1946/47, 1948

«УДА Прага»
- Чемпион Чехословакии: 1953